# Hoogveld (Zuid-Afrika)

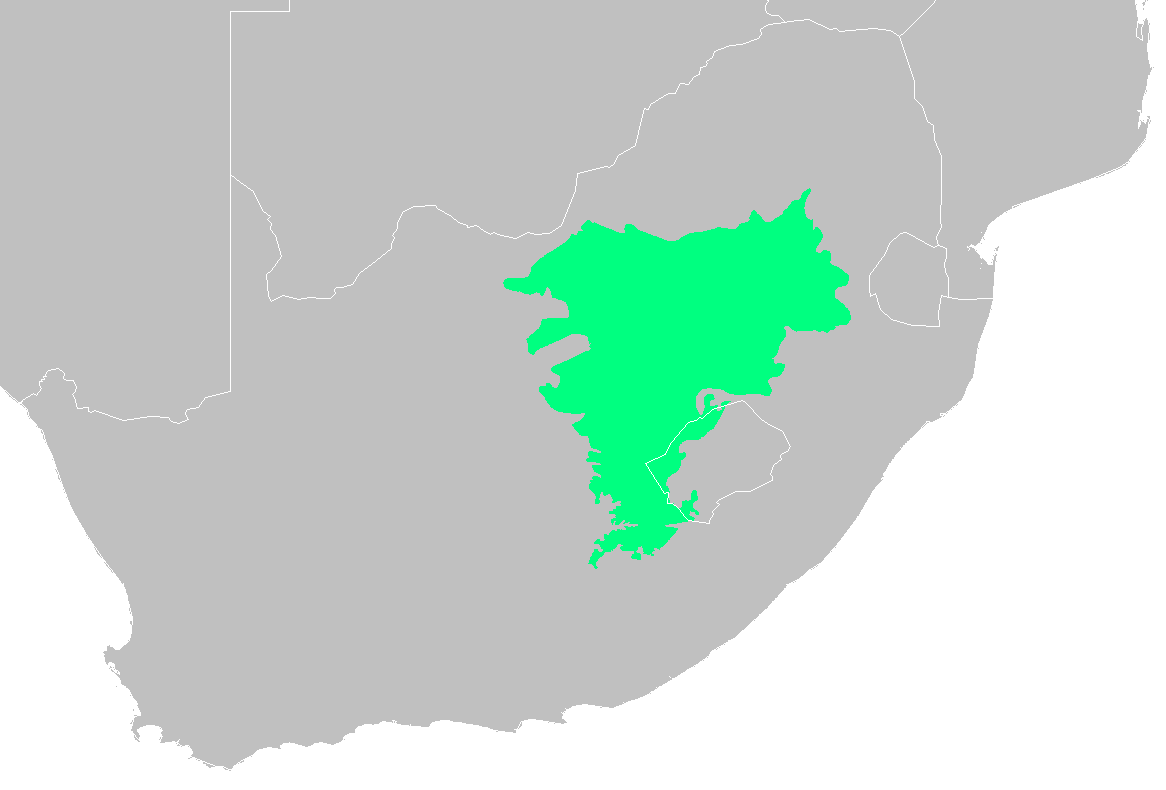
Ligging van het Hoogveld

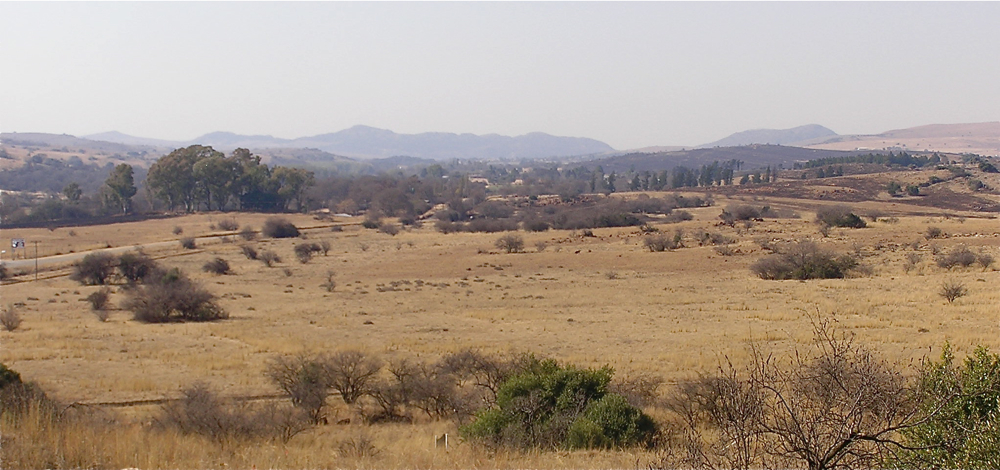
Het Hoogveld in de winter, even ten noorden van Johannesburg

Het Hoogveld (Afrikaans: Hoëveld, Engels:Highveld) is een hoogvlakte in Zuid-Afrika. Het plateau ligt op een hoogte van 1500 tot 2100 meter en strekt zich uit over de provincies Vrijstaat en Gauteng. Aan de oostkant wordt het Hoogveld afgesloten door de Drakensbergen, aan de noordzijde door de Magaliesberg.